# Nelson Rodríguez (cyclisme)
Pour les articles homonymes, voir Rodríguez.
Rodríguez  Serna est un nom espagnol. Le premier nom de famille, en général paternel, est Rodríguez ; le second, en général maternel, souvent omis, est Serna.
Nélson Rodríguez Serna, surnommé «Cacaíto», est un ancien coureur cycliste colombien. Il est né à Manizales (département de Caldas), le 16 novembre 1965.
Il deviendra professionnel en 1989 et le restera jusqu'en 1996. Sa victoire lors de la 17e étape du Tour 1994 est son seul et unique succès sur le circuit européen. En 2023, il est le directeur et l'organisateur de la course Circuito Feria de Manizales, qui ouvre traditionnellement la saison cycliste en Colombie.

## Équipes[2]
- 1989 :  Kelme - Iberia - Varta
- 1990 :  Kelme - Ibexpress
- 1991 :  Pony Malta - Avianca
- 1992 :  ZG Mobili - Selle Italia
- 1993 :  ZG Mobili
- 1994 :  ZG Mobili - Selle Italia
- 1995 :  ZG Mobili - Selle Italia - Birex
- 1996 :  Selle Italia - Gaseosas Glacial - Magniflex

## Palmarès
- 1986
  - 2e de la Ronde de l'Isard d'Ariège
- 1987
  - Tour de Martinique
- 1988
  - 4e étape du Tour de Colombie[3]
- 1989
  - 1re étape du Tour de Colombie (contre-la-montre par équipes)
- 1992
  - 5e étape du Tour du Táchira
- 1993
  - 6e étape du Tour du Táchira
- 1994
  - 17e étape du Tour de France
  - 6e du Tour d'Italie
- 1996
  - 3e du Tour du Trentin

## Résultats sur lesgrands tours

### Tour de France
4 participations.
- 1990 : 32e du classement général.
- 1993 : 100e du classement général.
- 1994 : 16e du classement général et vainqueur de la 17e étape (Le Bourg-d'Oisans - Val Thorens).
- 1995 : abandon lors de la 7e étape.

### Tour d'Italie
6 participations.
- 1991 : 12e du classement général.
- 1992 : 24e du classement général.
- 1993 : 20e du classement général.
- 1994 : 6e du classement général.
- 1995 : 16e du classement général et 2e du classement du meilleur grimpeur.
- 1996 : 24e du classement général.

### Tour d'Espagne
Aucune participation.

## Résultats sur les championnats

### Jeux olympiques
1 participation.
- Séoul 1988 : 48e au classement final[5].

### Championnats du monde professionnels

#### Course en ligne
3 participations.
- 1993 : Abandon.
- 1994 : Abandon.
- 1995 : Abandon.